# Језик дејства
У информатици, језик дејства је језик за навођење система стања транзиције, а најчешће се користи за креирање формалних модела ефеката акције на свету. Језик дејства се обично користи у вештачкој интелигенцији и домену роботике, где се описују како акције утичу на стања система током времена, и могу се користити за аутоматизовано планирање. Најпознатији језик дејства је PDDL.
Језици дејства  спадају у две класе: радне описе језика и језике дејства упита. Примери бивши укључују STRIPS, PDDL, Језик А (генерализацију траке; пропозиционалног дела Pednault's ADL), језик Б (продужетак А додавање индиректних ефеката, правећи разлику статичких и динамичких закона) и језик C (који додаје индиректне ефекте такође, и не претпоставља да је све течно аутоматски "инерцијално"). Ту су акциони упит језика P, Q и R. Неколико различитих алгоритама постоји за претварање језика дејства, а посебно, језик дејства C, одговори на постављене програме. Пошто савремени одговор-сет решавају и користе булов САТ за алгоритаме да врло брзо утврдие задовољивост, то значи да језици дејства уживају у напретку који је у домену буловог САТ-а.

## Формална дефиниција
Сви језици дејства допуњују дефиницију система стања транзиције са одређеном F из флуентса, сет В вредности које флуентс може предузети, као и мапирање функција S × F до V, где је S скуп стања система стања транзиције .